# Liam Morrison
Liam John Morrison (* 7. April 2003 in Saltcoats) ist ein schottischer Fußballspieler. Der Innenverteidiger steht seit 2024 bei den Queens Park Rangers in der englischen EFL Championship unter Vertrag und ist schottischer Juniorennationalspieler.

## Karriere

### Verein
Morrison spielte in seiner Jugend zunächst für die Glasgow Rangers, ehe er in den Nachwuchs des Stadtrivalen Celtic Glasgow wechselte. Im Laufe des Jahres 2019 interessierten sich mehrere englische und deutsche Vereine für den damals 16-Jährigen, der als vielversprechendster schottischer Nachwuchsverteidiger galt. In der Sommervorbereitung auf die Saison 2019/20 trainierte er ab Juni 2019 erstmals mit der Profimannschaft von Celtic und nahm an ihren Trainingslagern in Österreich und der Schweiz teil, wo er auch in Freundschaftsspielen zum Einsatz kam. Bemühungen des Vereins, ihn mit einem Profivertrag auszustatten, lehnte er jedoch ab und nahm schließlich im August 2019 ein Angebot des deutschen FC Bayern München an, in dessen Jugendabteilung zu wechseln. Dort spielte er zunächst in der U17-Mannschaft, später in der U19-Mannschaft, wurde jedoch immer wieder von Verletzungen zurückgeworfen. Im Oktober 2020 nannte ihn die britische Zeitung The Guardian als eines der 60 besten jungen Talente des Weltfußballs. Ende 2021 bestritt er mit der U19-Mannschaft zudem zwei Begegnungen in der UEFA Youth League.
Noch als Jugendspieler stand Morrison ab Oktober 2021 gelegentlich im Spieltagskader der zweiten Mannschaft des FC Bayern, die in der Regionalliga Bayern antrat, und kam dort in der Saison 2021/22 zu vier Einsätzen. Im Sommer 2022 rücke er fest in den Kader der Reservemannschaft auf, fiel jedoch kurz nach Beginn der Saison 2022/23 verletzungsbedingt für drei Monate aus. Nach seiner Rückkehr wurde der Innenverteidiger dort Stammspieler und bestritt bis zum Saisonende 20 Regionalliga-Spiele. Im Frühjahr 2023 verlängerten die Münchner Morrisons auslaufenden Vertrag daraufhin um zwei Jahre bis 2025. Im Mai 2023 stand er zudem erstmals im Spieltagskader der ersten Mannschaft, kam bei der Bundesliga-Partie gegen Werder Bremen jedoch nicht zum Einsatz. Dies blieb in der Folge jedoch seine einzige Berufung in den Bundesliga-Kader.
Für die anschließende Spielzeit 2023/24 verlieh ihn der FC Bayern an den englischen Drittligisten Wigan Athletic, um dort höherklassige Spielpraxis zu erhalten. Dort konnte sich Morrison zunächst als Stammspieler durchsetzen. Ab Januar 2024 verlor er diesen Status jedoch und kam im restlichen Verlauf der Saison nur noch vereinzelt zum Einsatz, sodass er bis zum Saisonende auf insgesamt 30 von 46 möglichen Ligaspielen kam.
Nach Ablauf der Leihe kehrte Morrison im Sommer 2024 nicht mehr zu Bayern München zurück und schloss sich stattdessen dem Zweitligisten Queens Park Rangers an, der ihn gegen Zahlung einer Ablösesumme verpflichtete.

### Nationalmannschaft
Morrison durchlief ab 2017 verschiedene schottische Nachwuchsnationalmannschaften. Nach zwölf Spielen mit der U16-Auswahl bestritt er von 2018 bis 2019 neun Länderspiele mit der U17-Nationalmannschaft. Nach zwei weiteren Einsätzen 2021 mit der U19 gehört er seit Herbst 2022 dem Kader der U21-Nationalmannschaft an und fungiert dort als Kapitän.